# Saison ABA 1969-1970
La troisième saison de l’American Basketball Association a été jouée en 1969-70. Du 17 octobre au 15 avril, les onze équipes engagées dans cette première saison ont joué chacune 84 matchs, au lieu des 78 matchs des saisons précédentes. Les playoffs ont conduit en finale les Los Angeles Stars contre les Indiana Pacers, déjà finalistes la saison précédente. Les Pacers parviennent à remporter le titre cette saison après avoir fini meilleure équipe de la saison régulière,. Les champions en titre, les Oakland Oaks vont quitter la ville avant le début de la saison, la franchise devient alors les Washington Caps.
Lors des deux saisons précédentes, la division Ouest comptait une franchise de plus mais pour cette troisième saison, la division Est passe à six franchises et donc deux équipes ne seront pas qualifiées pour les playoffs.

## Saison régulière

### Classements
| Champion de division | Qualifié pour les playoffs |

 W = victoires, L = défaites, PCT = pourcentage de victoires, GB = retard (en nombre de matchs)
| Équipe            | W  | L  | PCT    | GB |
| ----------------- | -- | -- | ------ | -- |
| Indiana Pacers    | 59 | 25 | 70,2 % | -  |
| Kentucky Colonels | 45 | 39 | 53,6 % | 14 |
| Carolina Cougars  | 42 | 42 | 50,0 % | 17 |
| New York Nets     | 39 | 45 | 46,4 % | 20 |
| Pittsburgh Pipers | 29 | 55 | 34,5 % | 30 |
| Miami Floridians  | 23 | 61 | 27,4 % | 36 |

| Équipe                 | W  | L  | PCT    | GB |
| ---------------------- | -- | -- | ------ | -- |
| Denver Rockets         | 51 | 33 | 60,7 % | -  |
| Dallas Chaparrals      | 45 | 39 | 53,6 % | 6  |
| Washington Caps        | 44 | 40 | 52,4 % | 7  |
| Los Angeles Stars      | 43 | 41 | 51,2 % | 8  |
| New Orleans Buccaneers | 42 | 42 | 50,0 % | 9  |

### Meilleurs joueurs
| Catégorie                  | Joueur             | Équipe                   | Statistique |
| -------------------------- | ------------------ | ------------------------ | ----------- |
| Points par match           | Spencer Haywood    | Denver Rockets           | 30          |
| Rebonds par match          | Spencer Haywood    | Denver Rockets           | 19,5        |
| Passes décisives par match | Larry Brown        | Washington Caps          | 7,1         |
| % à 2 points               | Trooper Washington | Pittsburgh / Los Angeles | 55 %        |
| % aux lancers francs       | Darel Carrier      | Kentucky Colonels        | 89,2 %      |
| % aux lancers francs       | Darel Carrier      | Kentucky Colonels        | 37,5 %      |

### Joueurs récompensés
- Rookie de l'année : Spencer Haywood (Denver Rockets)
- MVP de l'année : Spencer Haywood (Denver Rockets)
- Entraîneur de l'année : Bill Sharman (Los Angeles Stars) et Joe Belmont (Denver Rockets)
- MVP des playoffs : Roger Brown (Indiana Pacers)

- All-ABA First Team:
  - Rick Barry, Washington Caps
  - Spencer Haywood, Denver Rockets
  - Mel Daniels, Indiana Pacers
  - Bob Verga, Carolina Cougars
  - Larry Jones, Denver Rockets
- All-ABA Second Team:
  - Roger Brown, Indiana Pacers
  - Bob Netolicky, Indiana Pacers
  - Red Robbins, New Orleans Buccaneers
  - Louie Dampier, Kentucky Colonels
  - Donnie Freeman, Miami Floridians
- All-Rookie Team:
  - Mike Barrett, Washington Caps
  - John Brisker, Pittsburgh Pipers
  - Mack Calvin, Los Angeles Stars
  - Spencer Haywood, Denver Rockets
  - Willie Wise, Los Angeles Stars

## Playoffs

### Règlement
Au premier tour et pour chaque division, l'équipe classée numéro 1 affronte l'équipe classée numéro 4 et la numéro 2 la 3. Une équipe doit gagner quatre matchs pour remporter une série de playoffs, avec un maximum de sept matchs par série.

### Arbre de qualification
|  | Division demi-finales | Division demi-finales | Division demi-finales | Division demi-finales |    |                   | Division finales | Division finales | Division finales | Division finales |  |  | Finale ABA | Finale ABA | Finale ABA | Finale ABA |
|  |                       |                       |                       |                       |    |                   |                  |                  |                  |                  |  |  |            |            |            |            |
|  |                       |                       |                       |                       |    |                   |                  |                  |                  |                  |  |  |            |            |            |            |
|  |                       |                       |                       |                       |    |                   |                  |                  |                  |                  |  |  |            |            |            |            |
|  | 1                     | Denver Rockets        | 4                     | 4                     |    |                   |                  |                  |                  |                  |  |  |            |            |            |            |
|  | 1                     | Denver Rockets        | 4                     | 4                     |    |                   |                  |                  |                  |                  |  |  |            |            |            |            |
|  | 3                     | Washington Caps       | 3                     | 3                     |    |                   |                  |                  |                  |                  |  |  |            |            |            |            |
|  | 3                     | Washington Caps       | 3                     | 3                     | 1  | Denver Rockets    | 1                | 1                |                  |                  |  |  |            |            |            |            |
|  |                       |                       |                       |                       | 1  | Denver Rockets    | 1                | 1                |                  |                  |  |  |            |            |            |            |
|  |                       |                       | 4                     | Los Angeles Stars     | 4  | 4                 |                  |                  |                  |                  |  |  |            |            |            |            |
|  | 4                     | Los Angeles Stars     | 4                     | Los Angeles Stars     | 4  | 4                 | 4                | 4                |                  |                  |  |  |            |            |            |            |
|  | 4                     | Los Angeles Stars     |                       |                       |    |                   |                  | 4                |                  |                  |  |  |            |            |            |            |
|  | 2                     | Dallas Chaparrals     | 2                     | 2                     |    |                   |                  |                  |                  |                  |  |  |            |            |            |            |
|  | 2                     | Dallas Chaparrals     | 2                     | 2                     | O4 | Los Angeles Stars | 2                | 2                |                  |                  |  |  |            |            |            |            |
|  |                       |                       |                       |                       | O4 | Los Angeles Stars | 2                | 2                |                  |                  |  |  |            |            |            |            |
|  |                       |                       | E1                    | Indiana Pacers        | 4  | 4                 |                  |                  |                  |                  |  |  |            |            |            |            |
|  | 1                     | Indiana Pacers        | E1                    | Indiana Pacers        | 4  | 4                 | 4                | 4                |                  |                  |  |  |            |            |            |            |
|  | 1                     | Indiana Pacers        |                       |                       |    |                   |                  |                  |                  |                  |  |  |            |            |            |            |
|  | 3                     | Carolina Cougars      | 0                     | 0                     |    |                   |                  |                  |                  |                  |  |  |            |            |            |            |
|  | 3                     | Carolina Cougars      | 0                     | 0                     | 1  | Indiana Pacers    | 4                | 4                |                  |                  |  |  |            |            |            |            |
|  |                       |                       |                       |                       | 1  | Indiana Pacers    | 4                | 4                |                  |                  |  |  |            |            |            |            |
|  |                       |                       | 2                     | Kentucky Colonels     | 1  | 1                 |                  |                  |                  |                  |  |  |            |            |            |            |
|  | 4                     | New York Nets         | 2                     | Kentucky Colonels     | 1  | 1                 | 3                | 3                |                  |                  |  |  |            |            |            |            |
|  | 4                     | New York Nets         |                       |                       |    |                   |                  | 3                |                  |                  |  |  |            |            |            |            |
|  | 2                     | Kentucky Colonels     | 4                     | 4                     |    |                   |                  |                  |                  |                  |  |  |            |            |            |            |
|  | 2                     | Kentucky Colonels     | 4                     | 4                     |    |                   |                  |                  |                  |                  |  |  |            |            |            |            |
|  |                       |                       |                       |                       |    |                   |                  |                  |                  |                  |  |  |            |            |            |            |

Roger Brown, joueur de l'Indiana, est désigné MVP des playoffs.